# Capercaille
Capercaillie é uma banda de música folk Escocesa fundada nos anos de 1980 por Donald Shaw (músico) e liderada por Karen Matheson. Eles gravaram seu primeiro álbum, Cascade, em 1984. Seu primeiro disco A Prince Among Islands (Um Príncipe entre as Ilhas) foi a primeira gravação escocesa-gaélica a alcançar os 40 melhores singles do Reino Unido (UK Top 40). Entre as mais ouvidas, uma outra música do Capercaillie chamada Dark Alan (Alein Dunn) alcançou 65ª posição. O álbum Secret People conseguiu a 40ª posição, e o álbum To the Moon conseguiu a 41ª posição. O Capercaillie tem popularizado as canções tradicionais Gaélicas usando técnicas de produção moderna e também formas de mixagem, combinando músicas tradicionais com bateria e baixo.

## Discografia

### Álbuns
- 1984: Cascade
- 1987: Crosswinds
- 1988: The Blood is Strong
- 1989: Sidewaulk
- 1991: Delirium
- 1992: Get Out
- 1993: Secret People
- 1994: Capercaillie
- 1996: To the Moon
- 1997: Beautiful Wasteland
- 1998: Glenfinnan (Songs of the '45)
- 2000: Nàdurra
- 2002: Choice Language
- 2008: Roses and Tears

### Álbuns ao vivo e compilações
- 1998: Dusk Till Dawn: The Best of Capercaillie
- 2002: Capercaillie Live in Concert
- 2004: Grace and Pride: The Anthology 2004-1984

## Integrantes
- Karen Matheson — vocais
- Donald Shaw (músico) — teclado, acordeão
- Charlie McKerron — violino
- Michael McGoldrick — flauta, flauta whistle, gaita de foles
- Manus Lunny — bouzouki, guitarra
- Ewen Vernal — baixo
- Che Beresford — bateria
- David Chimp Robertson — percussão

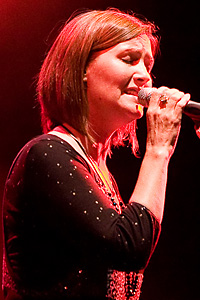
Karen Matheson
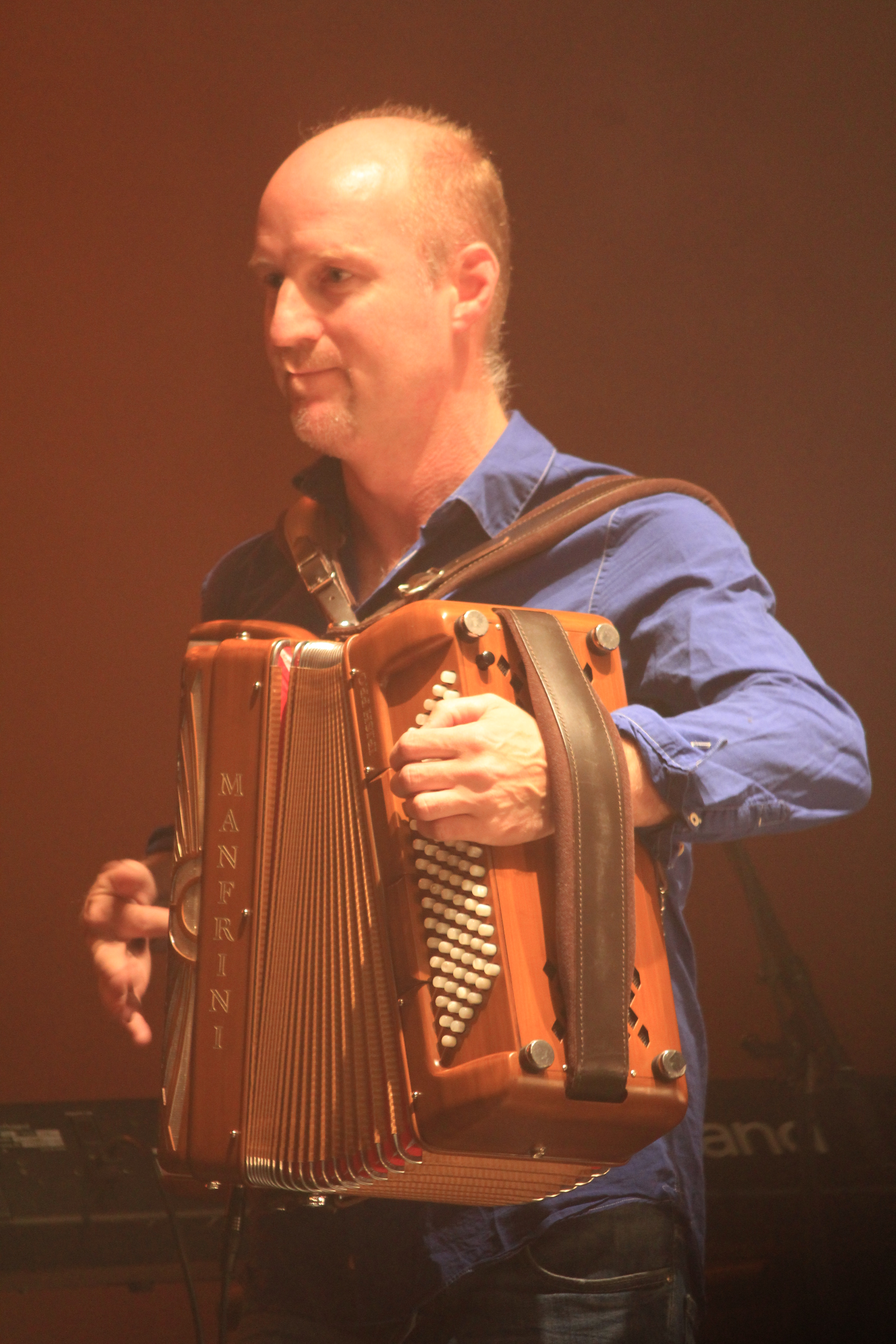
Donald Shaw
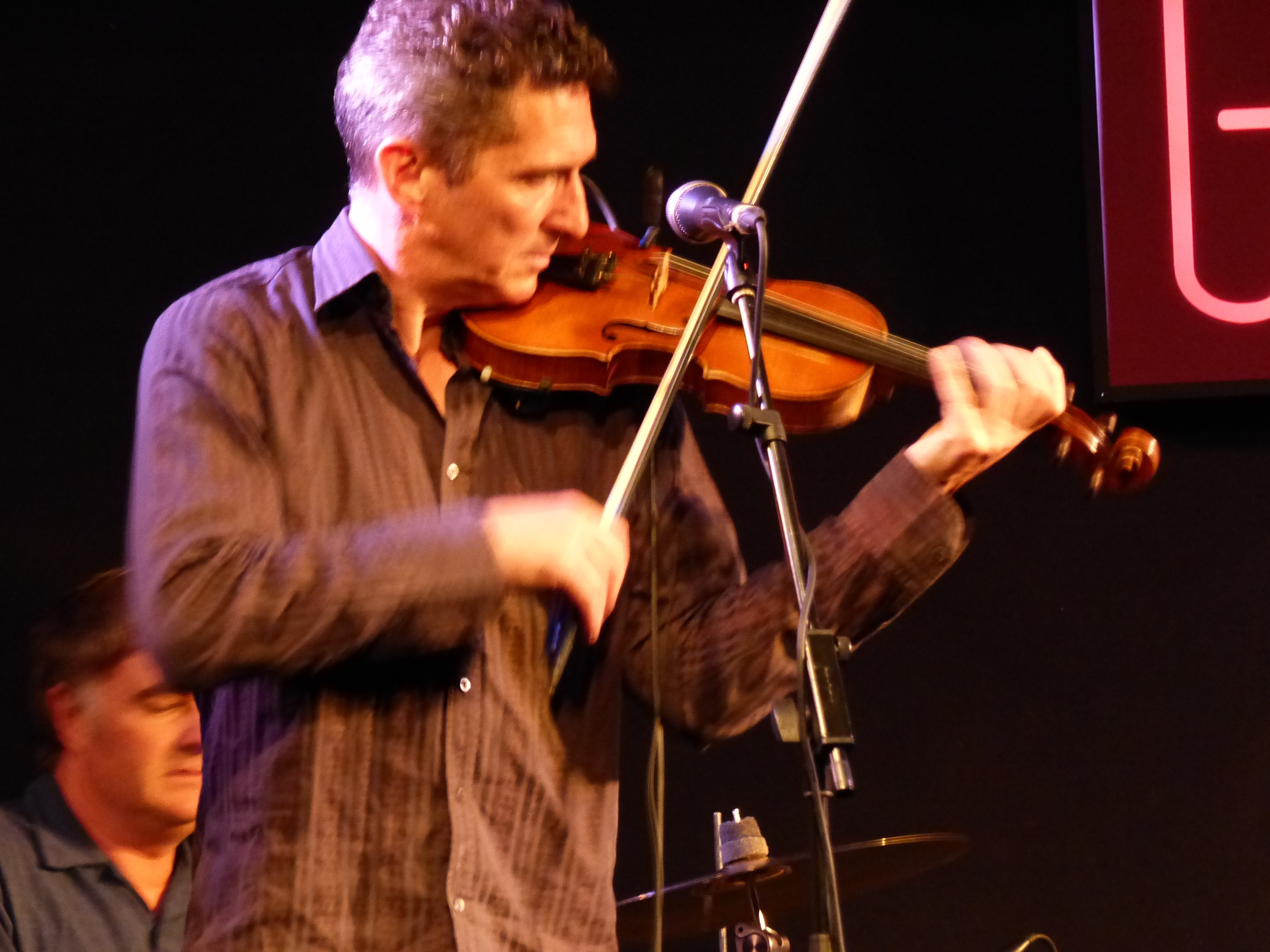
Charlie McKerron
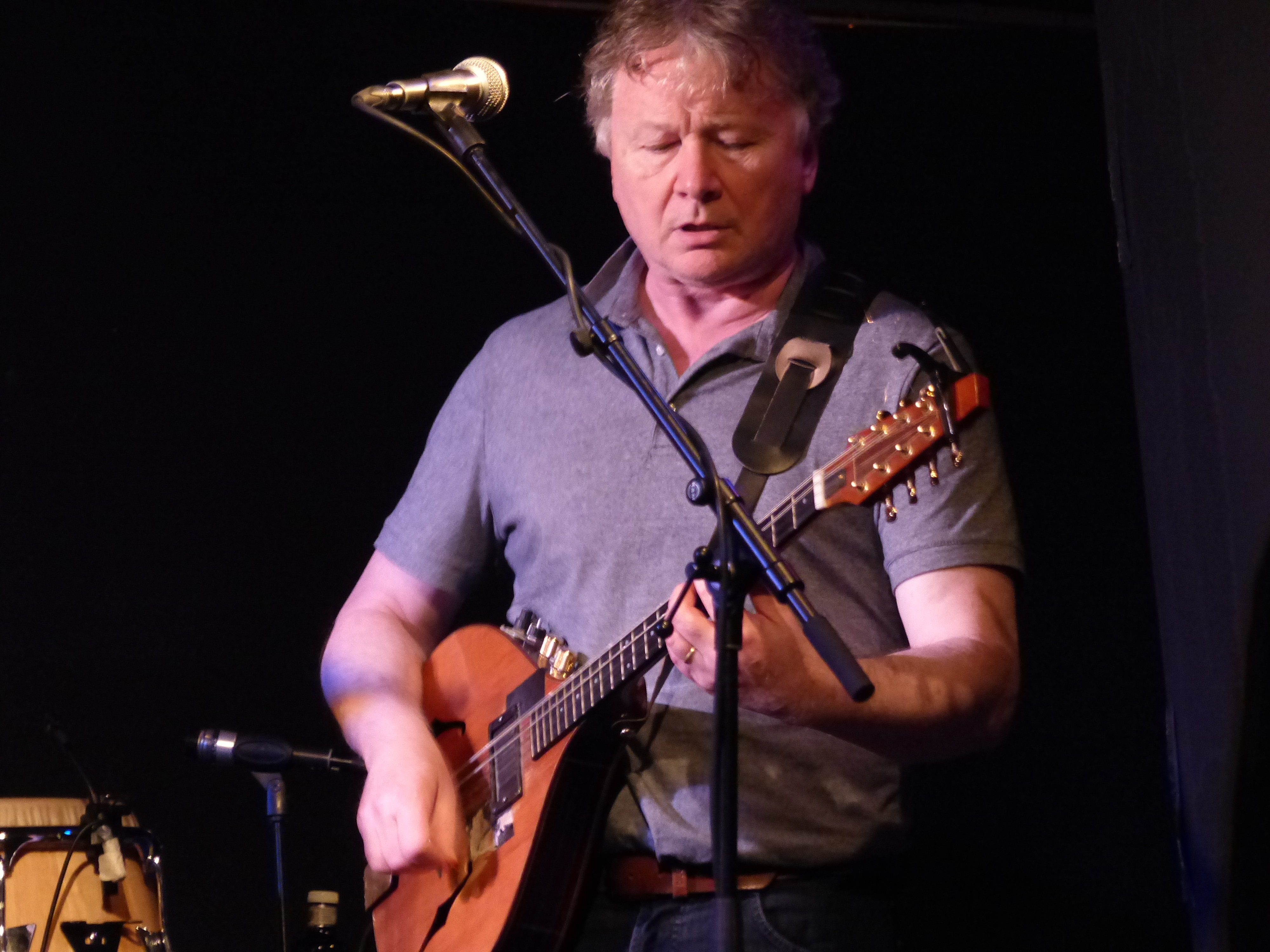
Manus Lunny
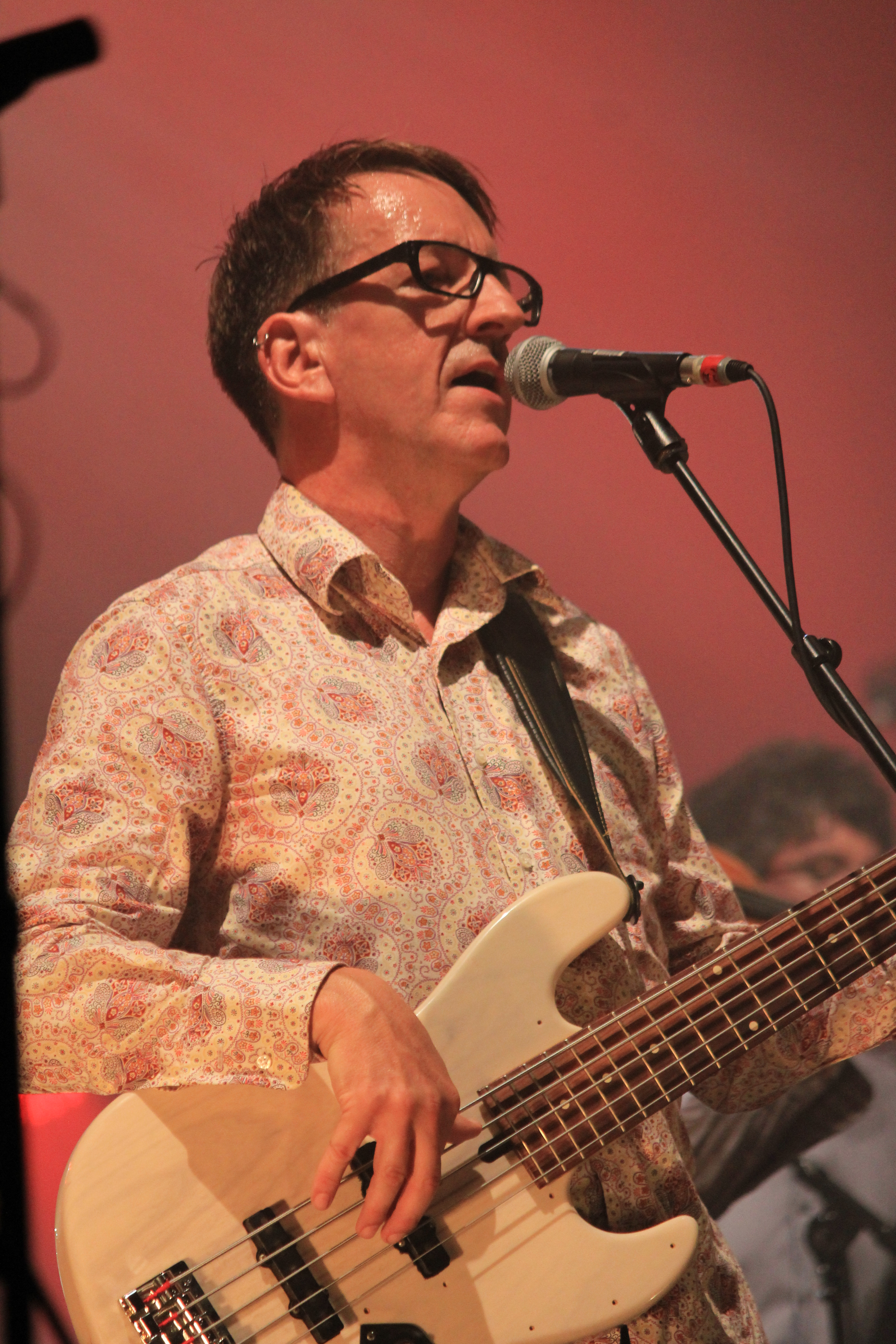
Ewen Vernal
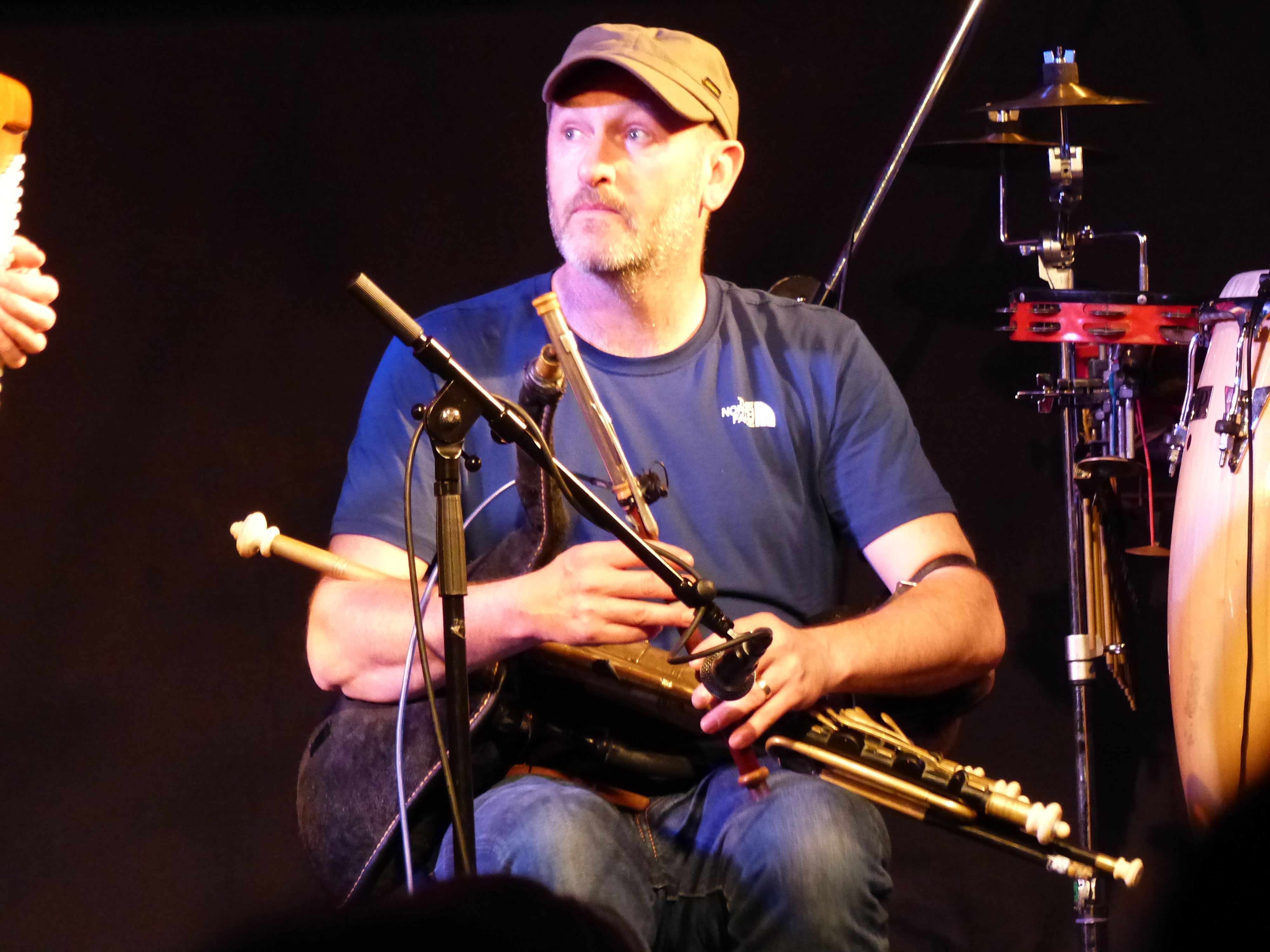
Michael McGoldrick
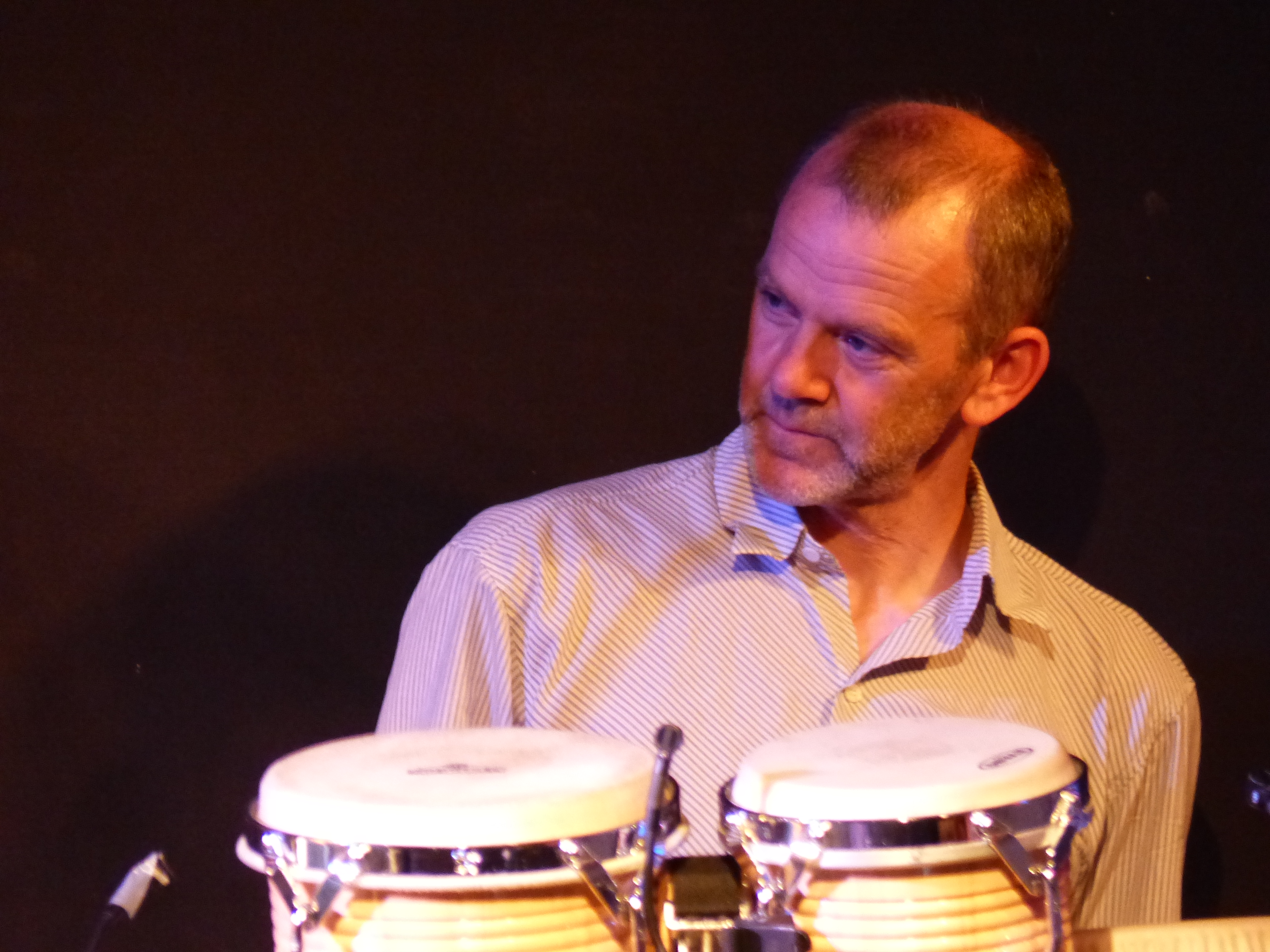
David Robertson
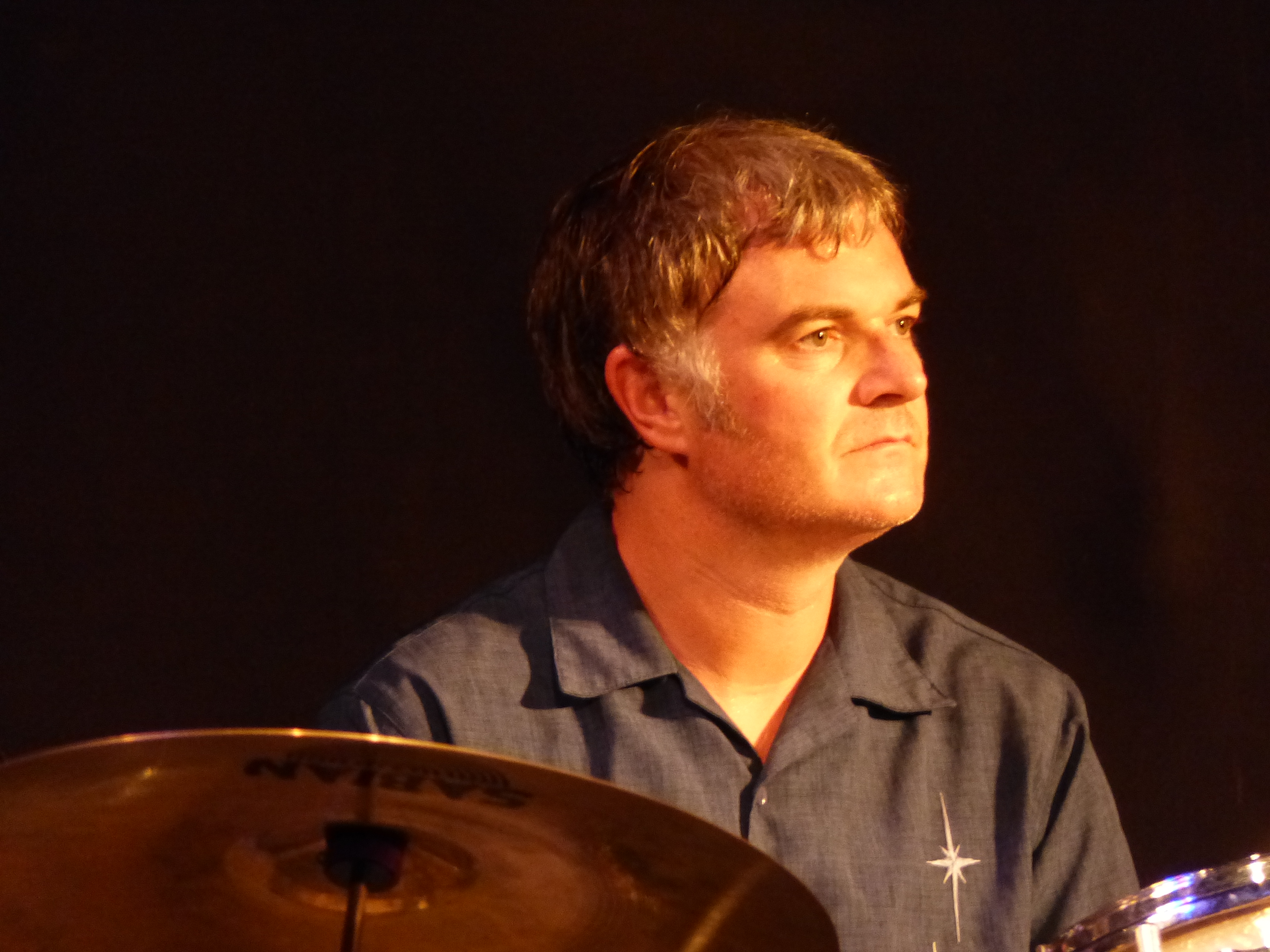
Che Beresford

### Ex-integrantes
- Marc Duff — bodhrán, flauta whistle, sintetizadores, rauschpfeife
- John Saich — baixo, guitarra
- James Mackintosh — bateria
- Shaun Craig — guitarra, bouzouki
- Martin MacLeod — baixo, violino
- Joan Maclachlan — violino, vocais